# Terebra jenningsi
Terebra jenningsi é uma espécie de gastrópode do gênero Terebra, pertencente à família Terebridae.